# Исоње
Исоње (итал. Issogne) је насеље у Италији у округу Долина Аосте, региону Долина Аосте.
Према процени из 2011. у насељу је живело 1346 становника. Насеље се налази на надморској висини од 380 м.

## Становништво
| 1951. | 1961. | 1971. | 1981. | 1991. | 2001. | 2011. |
| ----- | ----- | ----- | ----- | ----- | ----- | ----- |
| 1.273 | 1.393 | 1.425 | 1.428 | 1.403 | 1.346 | 1.396 |